# Rhingia austriaca
Rhingia austriaca là một loài ruồi trong họ Ruồi giả ong (Syrphidae). Loài này được Meigen mô tả khoa học đầu tiên năm 1830. Rhingia austriaca phân bố ở vùng Cổ Bắc giới